# 奥布河畔鲁夫尔
奧布河畔鲁夫尔（法語：Rouvres-sur-Aube，法語發音：[ʁuvʁ syʁ ob]）是法国上马恩省的一个市镇，属于朗格勒区。

## 地理
奥布河畔鲁夫尔（47°51'28"N, 4°59'41"E）面积20.18 平方千米，位于法国大東部大區上马恩省，该省份为法国东北部内陆省份，北起马恩省和默兹省，西接奥布省，西南接科多尔省，东南接上索恩省，东临孚日省。
与奥布河畔鲁夫尔接壤的市镇（或旧市镇、城区）包括：比克瑟罗勒、居尔日城、居尔日堡、阿尔博、奥布河畔奥布皮埃尔、欧容河畔日耶。

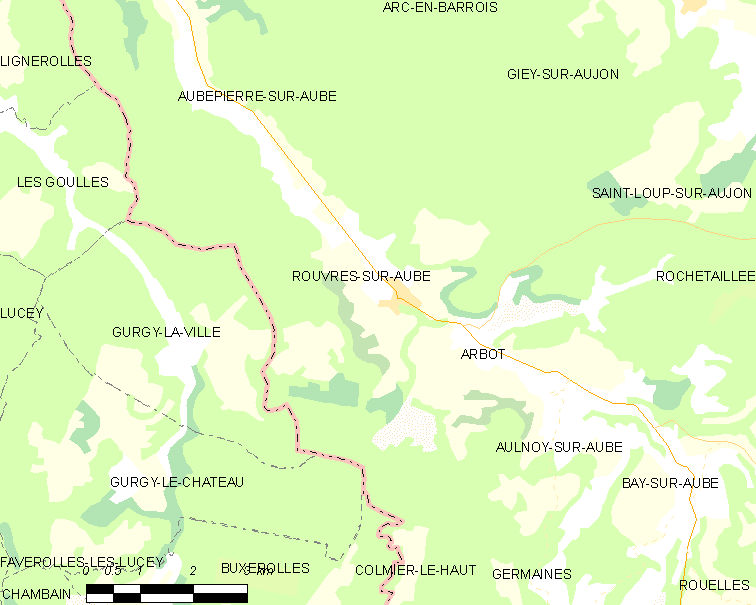
奥布河畔鲁夫尔的OSM定位图

奥布河畔鲁夫尔的时区为UTC+01:00、UTC+02:00（夏令时）。

## 行政
奥布河畔鲁夫尔的邮政编码为52160，INSEE市镇编码为52439。

## 政治
奥布河畔鲁夫尔所属的省级选区为维勒居西安勒拉克县。

## 人口

1962-2008年间奥布河畔鲁夫尔人口变化图示

奥布河畔鲁夫尔于2022年1月1日时的人口数量为69人。